# Municipio de Alden (Illinois)
El municipio de Alden (en inglés: Alden Township) es un municipio ubicado en el condado de McHenry en el estado estadounidense de Illinois. En el año 2010 tenía una población de 1402 habitantes y una densidad poblacional de 16,18 personas por km².

## Geografía
El municipio de Alden se encuentra ubicado en las coordenadas 42°27′16″N 88°32′9″O / 42.45444, -88.53583. Según la Oficina del Censo de los Estados Unidos, el municipio tiene una superficie total de 86.66 km², de la cual 86,52 km² corresponden a tierra firme y (0,15 %) 0,13 km² es agua.

## Demografía
Según el censo de 2010, había 1402 personas residiendo en el municipio de Alden. La densidad de población era de 16,18 hab./km². De los 1402 habitantes, el municipio de Alden estaba compuesto por el 95,65 % blancos, el 0,43 % eran amerindios, el 0,71 % eran asiáticos, el 2,28 % eran de otras razas y el 0,93 % eran de una mezcla de razas. Del total de la población el 6,56 % eran hispanos o latinos de cualquier raza.